# Karen Uhlenbeck
Karen Keskulla Uhlenbeck (sinh ngày 24 tháng 8 năm 1942) là một nhà toán học người Mỹ. Bà là giáo sư danh dự môn toán tại Đại học Texas ở Austin, nơi bà giữ chức Chủ tịch Regents của Sid W. Richardson Foundation. Bà hiện là cộng tác viên của Viện Nghiên cứu Cao cấp và là học giả nghiên cứu cao cấp tại Đại học Princeton.
Uhlenbeck đã giành giải Abel năm 2019 cho "những thành tựu tiên phong của bà về phương trình vi phân từng phần hình học, lý thuyết máy đo và hệ thống tích hợp và cho tác động cơ bản của các nghiên cứu của bà đối với giải tích, hình học và vật lý toán học."  Bà là người phụ nữ đầu tiên giành giải thưởng này.

## Cuộc đời và sự nghiệp
Họ của Uhlenbeck, Keskulla, đến từ Keskküla và từ ông mình là người Estonia. Uhlenbeck nhận bằng cử nhân (1964) từ Đại học Michigan. Bà bắt đầu nghiên cứu sau đại học tại Viện Khoa học Toán học Courant tại Đại học New York và kết hôn với nhà sinh lý học Olke C. Uhlenbeck (con trai của nhà vật lý George Uhlenbeck) vào năm 1965. Khi chồng bà đến Harvard, bà đã chuyển đến cùng chồng và bắt đầu lại việc học tại Đại học Brandeis, và bà có bằng Thạc sĩ (1966) và Ph.D. (1968) dưới sự giám sát của Richard Palais. Luận án tiến sĩ của bà có tựa đề là Vi phân biến đổi và phân tích tổng quan.
Sau khi làm việc tạm thời tại Viện Công nghệ Massachusetts và Đại học California, Berkeley, và gặp khó khăn trong việc tìm kiếm vị trí cố định với chồng vì các quy tắc "chống gia đình trị", mà ngăn cản các Viện khoa học và trường đại học thuê cả chồng và vợ ngay cả trong các phòng ban riêng biệt của một trường đại học, bà đã đảm nhận một vị trí giảng viên tại Đại học Illinois tại Urbana-Champaign vào năm 1971. Tuy nhiên, bà không thích Urbana và chuyển đến Đại học Illinois tại Chicago năm 1976. Bà lại chuyển đến Đại học Chicago vào năm 1983 và đến Đại học Texas tại Austin với tư cách là Chủ tịch của Regents Sid W. Richardson Foundation vào năm 1988. Uhlenbeck hiện là giáo sư danh dự tại Đại học Texas ở Austin, một cộng tác viên tại Viện Nghiên cứu Cao cấp và là học giả nghiên cứu cao cấp tại Đại học Princeton.

### Nghiên cứu
Uhlenbeck là một trong những người sáng lập lĩnh vực giải tích hình học, một nhánh của hình học vi phân nhằm nghiên cứu nghiệm của các phương trình vi phân và ngược lại. Bà cũng có những đóng góp vào lý thuyết trường lượng tử tô pô (topological quantum field theory) và các hệ khả tích (integrable systems).
Cùng với Jonathan Sacks trong những năm đầu thập niên 1980, Uhlenbeck đã thiết lập lên các ước lượng đều được ứng dụng vào nghiên cứu các kỳ dị của ánh xạ điều hòa và chứng minh sự tồn tại của các nghiệm cục bộ trơn của các phương trình Yang–Mills–Higgs trong lý thuyết chuẩn.[EMI][MIC][RSY] Đặc biệt, Donaldson miêu tả bài báo viết chung với bà năm 1981 The existence of minimal immersions of 2-spheres[EMI] như là một "bài báo cột mốc... mà đã chứng tỏ rằng, bằng sự phân tích sâu sắc hơn, các lập luận biến phân vẫn có thể được sử dụng để chứng minh sự tồn tại kết quả tổng quát" cho các phương trình ánh xạ điều hòa.
Xây dựng trên những ý tưởng này, Uhlenbeck đã mở đầu một nghiên cứu có hệ thống về lý thuyết moduli cho các mặt cực tiểu trong các 3-đa tạp hyperbol (còn gọi là lý thuyết đa tạp con cực tiểu) trong bài báo năm 1983 của bà, Closed minimal surfaces in hyperbolic 3-manifolds.[CMS]

Đặc biệt, trong bài viết về khảo sát hình học Yang-Mills Simon Donaldson đã miêu tả công trình của bà là cơ sở trong khía cạnh giải tích phép tính biến phân kết hợp với phiếm hàm Yang–Mills. Một khảo cứu rộng hơn các nghiên cứu của bà trong lĩnh vực phép tính biến phân được Simon Donaldson công bố trong tháng 3 năm 2019 trên tạp chí Notices of the American Mathematical Society; Donaldson miêu tả nghiên cứu của Uhlenbeck, cùng với Shing-Tung Yau, Richard Schoen và một số nhà toán học khác, phát triển 
toàn bộ vòng tròn các ý tưởng và kỹ thuật bao hàm chiều của các tập kỳ dị, hàm monotone, kết quả "năng lượng nhỏ", mặt nón tiếp tuyến, vv. mà đã có tác động trên phạm vi lớn trong nhiều nhánh của hình học vi phân trong vài thập kỷ qua và tạo nên sự tập trung của nhiều hoạt động nghiên cứu hiện tại.